# Proasellus monodi
Proasellus monodi är en kräftdjursart som först beskrevs av Hans Strouhal 1942.  Proasellus monodi ingår i släktet Proasellus och familjen sötvattensgråsuggor. Inga underarter finns listade i Catalogue of Life.